# كارلسون ديكل
كارلسون ديكل (2 يوليو 1946 في نيوزيلندا - ) (بالإنجليزية: Carlson Dickel)‏ هو لاعب كريكت نيوزلندي.

## وصلات خارجية
- كارلسون ديكل على موقع إي آس بي آن كريك إنفو (الإنجليزية)
- كارلسون ديكل على موقع أوليمبيديا (الإنجليزية)